# پتروشیمی اصفهان
شرکت پتروشیمی اصفهان یک شرکت سهامی عام است که در ۲۸ دی ۱۳۷۱ با هدف تولید محصولات آروماتیک شامل بنزن، تولوئن، ارتوزایلین، پارازایلین و مخلوط زایلین تأسیس شد. در هنگام آغاز کار، با راه‌اندازی این طرح، سیزده هزار نفر به‌طور مستقیم و غیرمستقیم مشغول به‌کار شدند.
مجتمع پتروشیمی اصفهان، برای چند سال پیاپی مجتمع نمونه پتروشیمی ایران بوده و در سال‌های ۱۳۸۹ و ۱۳۸۸ به عنوان صادرکننده نمونه کشور انتخاب شده‌است. درپی عرضه سهام مجتمع پتروشیمی اصفهان در بورس اوراق بهادار ایران در سال ۱۳۸۷، این مجتمع به‌طور کامل به بخش خصوصی واگذار شده‌است. در سال ۱۳۸۷ واحد انیدرید فتالئیک به جمع واحدهای تولیدی این شرکت پیوست.
پس از چندماه تعطیلی به‌دلیل قطع خوراک از سوی پالایشگاه اصفهان، در ۲ بهمن ۱۳۹۲ دوباره خط‌تولید برقرار و صادرات خارجی و داخلی صورت پذیرفت.